# 캐럴라인 선샤인
캐럴라인 선샤인(Caroline Sunshine, 1995년 9월 5일 ~ )은 미국의 배우이다.

## 출연 작품
- 리커버리 로드 (2016)
- 우리는 댄스소녀 1 (2010)
- 마마듀크 (2010)